# Fessenheim
Fessenheim je občina v departmaju Haut-Rhin francoske regije Alzacija.
Leta 2011 je v občini živelo 2.253 oseb oz. 122 oseb/km².